# Belmar Joseph
Belmar Joseph (West Orange, 13 ottobre 2005) è un calciatore haitiano, centrocampista del Sion e della nazionale haitiana.

## Carriera

### Club
Joseph ha iniziato a giocare a calcio con il Cedar Stars Rush, per poi passare ai Villanova Wildcats nel 2023 una volta iscrittosi all'Università di Villanova. Nell'agosto del 2024 si è iscritto all'Università statale della Carolina del Nord dove ha giocato con i NC State Wolfpack.
Il 22 agosto è stato acquistato dal Sion con cui ha firmato un contratto triennale.

### Nazionale
Ha giocato nella nazionale haitiana Under-20.
Ha debuttato con la nazionale maggiore haitiana il 23 marzo 2024 nell'incontro amichevole pareggiato 1-1 contro la Guyana francese.
Nel 2025 ha partecipato alla CONCACAF Gold Cup.

## Statistiche

### Cronologia presenze e reti in nazionale
| Cronologia completa delle presenze e delle reti in nazionale ― Haiti | Cronologia completa delle presenze e delle reti in nazionale ― Haiti | Cronologia completa delle presenze e delle reti in nazionale ― Haiti | Cronologia completa delle presenze e delle reti in nazionale ― Haiti | Cronologia completa delle presenze e delle reti in nazionale ― Haiti | Cronologia completa delle presenze e delle reti in nazionale ― Haiti | Cronologia completa delle presenze e delle reti in nazionale ― Haiti | Cronologia completa delle presenze e delle reti in nazionale ― Haiti |
| Data                                                                 | Città                                                                | In casa                                                              | Risultato                                                            | Ospiti                                                               | Competizione                                                         | Reti                                                                 | Note                                                                 |
| -------------------------------------------------------------------- | -------------------------------------------------------------------- | -------------------------------------------------------------------- | -------------------------------------------------------------------- | -------------------------------------------------------------------- | -------------------------------------------------------------------- | -------------------------------------------------------------------- | -------------------------------------------------------------------- |
| 23-3-2024                                                            | Rémire-Montjoly                                                      | Guyana francese                                                      | 1 – 1                                                                | Haiti                                                                | Amichevole                                                           | -                                                                    |                                                                      |
| 9-6-2024                                                             | Bridgetown                                                           | Barbados                                                             | 1 – 3                                                                | Haiti                                                                | Qual. Mondiali 2026                                                  | -                                                                    | 63’ 86’                                                              |
| 10-6-2025                                                            | Oranjestad                                                           | Haiti                                                                | 1 – 5                                                                | Curaçao                                                              | Qual. Mondiali 2026                                                  | -                                                                    | 68’                                                                  |
| Totale                                                               |                                                                      | Presenze                                                             | 3                                                                    |                                                                      | Reti                                                                 | 0                                                                    |                                                                      |